# Kerivoula furva
Kerivoula furva (Kuo, Soisook, Ho & Rossiter, 2017) è un pipistrello della famiglia dei Vespertilionidi diffuso nell'Ecozona orientale.

## Descrizione

### Dimensioni
Pipistrello di piccole dimensioni, con la lunghezza dell'avambraccio tra 30,9 e 37,5 mm, la lunghezza delle orecchie tra 14,3 e 15,2 mm, la lunghezza del piede tra 6,3 mm e 9,3 mm e un peso fino a 7 g.

### Aspetto
Le parti dorsali variano dal bruno-nerastro al grigio-nerastro, mentre le parti ventrali sono bruno-grigiastre con la base dei peli marrone scura. Alcuni individui hanno i peli ventrali con la punta grigiastra. Le orecchie sono a forma di imbuto, sono chiare con i margini scuri, il trago è lungo, appuntito e con l'estremità leggermente piegata in avanti. Alla base dei pollici è presente un cuscinetto carnoso ovale. Le membrane alari sono attaccate posteriormente alla base del primo dito. La coda è lunga ed inclusa completamente nell'ampio uropatagio.

### Ecolocazione
Emette ultrasuoni ad alto ciclo di lavoro sotto forma di impulsi di breve durata e frequenza massima di 182,4-222,1 kHz.

## Biologia

### Comportamento
Si rifugia negli internodi delle canne di bambù ed all'interno di foglie di banano arrotolate solitariamente o in piccole colonie di 2-10 individui.

### Alimentazione
Si nutre di ragni e blatte.

### Riproduzione
Femmine gravide sono state osservate da metà aprile a metà maggio e altre che allattavano tra metà maggio e i primi di luglio.

## Distribuzione e habitat
Questa specie è diffusa sulle isole di Taiwan, Hainan, nelle province cinesi del Guangdong, Chongqing, Fujian, Guangxi, Hunan, Jiangxi, Yunnan, nel Myanmar settentrionale e nello stato indiano del Meghalaya. Probabilmente è presente anche nelle province cinesi del Guizhou e dello Sichuan.
Vive nelle foreste sempreverdi a foglia larga fino a 1.800 metri di altitudine.

## Tassonomia
Gli individui di questa nuova specie sono stati considerati in precedenza membri della specie K.hardwickii.

## Conservazione
Questa specie, essendo stata scoperta solo recentemente, non è stata sottoposta ancora a nessun criterio di conservazione.